# 중국집박쥐
중국집박쥐(Hypsugo pulveratus)는 애기박쥐과에 속하는 박쥐의 일종이다. 중국과 라오스, 태국 그리고 베트남에서 발견된다.

## 특징
작은 박쥐로 몸길이는 44~47mm이고 전완장은 32~37mm, 꼬리 길이는 32~38mm이다. 발 길이는 7~8mm, 귀 길이는 10.2~14mm이다. 털은 길고 무성하다. 등쪽 털은 검고 갈색빛을 띤다. 배 쪽은 등쪽 털과 유사하지만 털 끝이 좀더 연한 색을 띤다. 귀는 넓고 거무스레하고 가장자리는 털이 없다. 이주는 짧고 가늘며 끝이 둥글고 안쪽으로 약간 굽어 있다.

## 생태
동굴 속에 은신하고 건물에서 발견되기도 한다. 먹이는 곤충이다.

## 분포 및 서식지
중국 안후이성과 상하이, 푸젠성, 홍콩, 윈난성, 쓰촨성, 산시성, 후난성, 구이저우성, 장쑤성, 하이난성, 베트남 북부, 라오스 북부와 중부, 태국 북부, 미얀마 동부 지역에 널리 분포한다. 해발 최대 1,080m 이내의 준상록수 우림으로 둘러싸인 석회암 노두 지약과 건조 탈락성 숲에서 서식한다.